# Arnoglossum reniforme
Arnoglossum reniforme là một loài thực vật có hoa trong họ Cúc. Loài này được (Hook.) H.Rob. mô tả khoa học đầu tiên năm 1980.